# Kostel Nanebevzetí Panny Marie (Banská Štiavnica)
Kostel Nanebevzetí Panny Marie v Banské Štiavnici je původně románská bazilika z 30. let 13. století. Patřila k němu i budova kláštera za kostelem a později i budova fary vedle kostela.

## Původní vzhled
Na začátku Akademické ulice se nachází architektonicky mimořádně důležitý objekt, kostel Nanebevzetí Panny Marie, nazývaný také německý, či farní kostel. Je to již druhý kostel v Banské Štiavnici z 30. let 13. století. Původně to byla trojlodní románská bazilika s plochým stropem a příčnou lodí. Čtvercová svatyně byla uzavřena polygonální apsidou a boční lodě půlkruhovými apsidami. Zvony se nacházely nad svatyní – v současnosti se nacházejí ve věžích nad průčelím kostela.

## Historie kostela
Kostel byl původně zasvěcen sv. Mikuláši a patřil už před tatarským vpádem dominikánům. Mniši však utekli před asijskými bojovníky a do města a vrátili až v roce 1275. Kostel opět převzali do své zprávy a vlastnili jej až do roku 1536, když se v důsledku reformace dominikánský klášter rozpadl. V letech 1575–1669 patřil kostel evangelíkům, od kterých jej převzali jezuité. V roce 1776 se kostel dostal do správy světského kléru a stal se hlavním farním kostelem. I přes četné přestavby si kostel zachoval románský půdorys a některé části zdiva jsou ještě původní.

## Historie přestaveb
Už koncem 15. stol. byl kostel přestavěn v gotickém slohu. Během požáru, který roku 1679 způsobily Tökölyho vojska, shořela střecha kostela a uvolněné a rozžhavené zvony prolomily klenbu, takže shořel i hlavní oltář. Jezuité kostel opravili a později ho přestavěli ještě několikrát. Tak v roce 1734 zbourali jihozápadní apsidu a postavili na jejím místě sakristii. Pod sakristií i pod částí kostela vybudovali kryptu, v níž jsou pohřbeny mnohé významné osobnosti (krypta byla ještě donedávna přístupná). V letech 1757–1758 se uskutečnila další přestavba kostela. Na průčelí postavili jezuité 3 barokní věže. Ale požár roku 1806 vše zničil. Při opravě dostal kostel dnešní klasicistní ráz.

## Interiér kostela
Vnitřní zařízení kostela je převážně novější. Hlavní oltář – klasicistní sloupová architektura – byl postaven v roce 1811. Oltářní obraz Nanebevzetí Panny Marie namaloval vídeňský malíř Vincent Fisher. Oltáře sv. Františka Xaverského a sv. Ignáce z Loyoly jsou starší, barokní, z 1. poloviny 18. století. Boční oltáře sv. Josefa a sv. Jana Nepomuckého jsou z 1. čtvrtiny 19. stol. Z nejstarších předmětů kostela je pozdně gotická křtitelnice. Povšimnutí hodné jsou i tři barokní zpovědnice z 2. poloviny 18. stol. Lavice jsou ze začátku 19. stol. Pozoruhodné je i stallum v presbytáři. Na jeho pozadí vidět reliéf znázorňující horníky, jak předávají sv. Michalovi hornické odznaky. Hlavní oltář i stallum dali totiž zhotovit horníci ze štoly Michal.

## Klášter
Hned vedle kostela stál dominikánský klášter. Dnes je z něj vidět už jen několik částí zdí a pár zachovaných gotických ostění (probíhá tam archeologický výzkum). Původní klášter postavili dominikánští řeholníci již někdy v 13. století. Po zničení a vypálení města v roce 1442 ho obnovili a přestavěli v gotickém slohu. V roce 1669 dostali klášter jezuité a zřídili v něm gymnázium, které tam bylo až do roku 1914. Pak se přestěhovalo do nové budovy postavené o kousek výš (bývalá střední praktická škola, nazývaná také hornická). Stará budova začala chátrat a v roce 1933 ji museli z bezpečnostních důvodů zbourat.

## Budova fary
Za kostelem je i rozlehlá budova fary. Původně to byl měšťanský dům ze 16. století. Pro budovu fary ho získali a přizpůsobili až v 80. letech 18. stol. Z této doby je i pozdně portál. Fara je se sakristií spojena krytou dřevěnou chodbou.